# Иван Димитров (футболист, р. 1972)
Вижте пояснителната страница за други личности с името Иван Димитров.
Иван Димитров е български футболист, офанзивен полузащитник. Играл е за Славия, Дунав, Академик (София), Беласица, Рилски спортист, Добруджа, Родопа, Септември (София), Вакер (Бургхаузен) (Германия), в Австрия и в Гърция. Бронзов медалист с отбора на Славия през 1991 г. Има 2 мача турнира за купата на УЕФА.